# ハンス・ガル
ハンス・ガル（Hans Gál, 1890年8月5日 ブルン・アム・ゲビルゲ（ニーダーエースターライヒ州、現在ウィーンの西隣）- 1987年10月3日 エディンバラ）は、オーストリアおよびスコットランドの作曲家・指揮者・ピアニスト・音楽学者。
後半生はナチスを逃れてイギリスに渡った。シェーンベルクより15歳若いが、いわばブラームスの孫弟子として、ウィーンの後期ロマン主義音楽の薫り高い伝統を守り抜くことに努めた。ブルックナーの心酔者で同様の立場をとったのが、ヨーゼフ・マルクスである。

## 生涯
ハンガリーの東欧系ユダヤ人医師の家庭に生れる。1908年から1912年までチェルノヴィッツ出身のオイゼビウス・マンディチェフスキ（ブラームスの個人秘書で、オーストリア国立図書館司書）に作曲を師事すると同時に、1913年までウィーン大学で音楽学を専攻する。すでに1909年から、対位法および和声法の教師としてウィーン音楽アカデミー（現ウィーン国立音楽大学）に勤めていた。1919年からウィーン大学で音楽理論の講師として勤務。1929年にマインツ高等音楽学校の校長に就任すべくオーストリアを離れる。しかし、早くも1933年にナチ党の権力掌握にともない、血筋を理由にドイツを追われる。さしあたってウィーンで指揮者として働くが、1938年にナチス・ドイツによるオーストリア併合のため、イングランドに移住した。ようやく1945年にエディンバラ大学に音楽理論、対位法および作曲の講師として職を得る。さらに、エディンバラ室内管弦楽団の指揮者も務めた。その後1965年に退任後もイギリスで余生を送った。
ガルは1915年と1958年に2度オーストリア政府より叙勲され、1926年にはウィーン市から作曲賞を、1964年には大英帝国勲位を、1971年にはオーストリア十字勲章を授与された。

## 作曲様式
ガルはかなり早くから個人様式を発達させ、生涯にわたってそれに忠実であり続けた。ガルにとっておそらく最も重要な作曲家はブラームスであり、ガルの音楽様式はブラームス作品から形成された。ガルは作曲技巧を巧みにコントロールした。その上、旋律能力にもたいへん恵まれ、この意味で、シューベルト以来のウィーン楽派の伝統に立っている。そもそも隠し立てようのない伝統主義者であり、最後の作品まで調性を保ち続けた。モダニズムの風潮は、彼には馴染めぬままだった。ガルの音楽語法はリヒャルト・シュトラウスほど進歩的ではないが、その影響力は歌劇において歴然と認められる。19世紀末の音楽と比べると、半音階的和声法もさして顕著ではない。ガルはその代わりに、ますます過去の音楽に心を開き、J.S.バッハに影響された豊かなポリフォニーや、ウィーン古典派から派生した音楽語法の明晰さといったものを音楽表現に利用した。ガル作品には、しばしばユーモラスな要素が見出される。
音楽学者としてのガルは、たとえばウィーン古典派について活躍し、この主題に関する重要な貢献を行った。

## 主要作品

### 歌劇
- "Der Arzt der Sobeide", op.4 (1917/18)
- "Die heilige Ente", op.15 (1920/21)
- "Das Lied der Nacht", op.23 (1924/25)
- クリスマスのメルヘン劇《まほうのかがみ "Der Zauberspiegel" 》作品38 Weihnachtsmärchen (1930)
- "Die beiden Klaas", op.42 (1932/33)

### 合唱曲
- カンタータ《深き淵より "De profundis" 》作品50 für Soli, Chor, Orchester und Orgel (1936/37)
- そのほか多数

### 管弦楽曲
- 交響曲 第1番 ニ長調 作品30  Sinfonie Nr.1 D-Dur (1930)
- 交響曲 第2番 ヘ長調 作品53  Symphonie Nr.2 F-Dur (1942/43)
- 交響曲 第3番 イ長調 作品62  Symphonie Nr.3 A-Dur (1951/52)
- 交響曲 第4番（フルート、クラリネット、ヴァイオリン、チェロと管弦楽のための協奏交響曲）作品105  Symphonie Nr.4 "Sinfonia concertante" für Flöte, Klarinette, Violine, Violoncello und Orchester (1974)
- 管弦楽組曲  Orchestersuiten
- 弦楽セレナーデ 作品46  Serenade für Streichorchester (1937)
- 序曲 Ouvertüren
- 吹奏楽のためのプロムナード "Promenadenmusik" für Militärorchester (1926)
- 編曲：ブラームスのハンガリー舞曲集より　第8番 イ短調／第9番 ホ短調

### 協奏曲
- ヴァイオリン協奏曲 作品39　Violinkonzert (1932)
- ピアノと弦楽合奏のためのコンチェルティーノ 作品43　Concertino für Klavier und Streichorchester  (1934)
- ヴァイオリンと弦楽合奏のためのコンチェルティーノ 作品52　Concertino für Violine und Streichorchester (1939)
- ピアノ協奏曲 ハ長調 作品57　Klavierkonzert C-Dur (1948)
- チェロ協奏曲ロ短調 作品67　Violoncellokonzert h-moll  (1944)
- チェロと弦楽合奏のためのコンチェルティーノ 作品87 Concertino für Violoncello und Streichorchester (1966)
- オルガンと弦楽合奏のためのコンチェルティーノ 作品55　Concertino für Orgel und Streichorchester (1948)

### マンドリンオーケストラ
- カプリッチョ Capriccio für Mandolinenorchester (1949)
- シンフォニエッタ第1番 作品81　Sinfonietta für Mandolinenorchester Nr.1 (1961)
- シンフォニエッタ第2番 ホ短調 作品86 Sinfonietta für Mandolinenorchester Nr.2 e-moll (1965)
- ビーダーマイヤー舞曲 作品66　"Biedermeier-Tänze" für Mandolinenorchester (1954)

### 室内楽曲

#### 五重奏曲
- 弦楽五重奏曲 作品106　Streichquintett (1977)
- クラリネット五重奏曲 作品107 Quintett für Klarinette und Streichquartett (1977)

#### 四重奏曲
- 弦楽四重奏曲 第1番 ヘ短調 作品16　Streichquartett Nr.1 f-moll (1916)
- 弦楽四重奏曲 第2番 イ短調 作品35　Streichquartett Nr.2 a-moll (1929)
- 弦楽四重奏曲 第3番 作品95　Streichquartett Nr.3 (1969)
- 弦楽四重奏曲 第4番 作品99　Streichquartett Nr.4 (1970)
- ピアノ四重奏曲 変ロ長調 作品13　Klavierquartett B-Dur (1914)

#### 三重奏曲
- ピアノ三重奏曲 ホ長調 作品18　Klaviertrio E-Dur (1925)
- ピアノ三重奏曲 作品49b　Klaviertrio (1948)

#### 二重奏曲
- ヴァイオリン・ソナタ　ロ短調 作品17　Violinsonate b-moll (1920)
- ヴァイオリン・ソナタ　ニ長調　Violinsonate D-Dur (1933)
- クラリネット・ソナタ 作品84　Klarinettensonate op.84 (1965)
- オーボエ・ソナタ 作品85　Oboensonate (1965)
- チェロ・ソナタ　イ短調 作品89　Violoncellosonate a-moll (1953)
- ヴィオラ・ソナタ 作品101　Violasonate (1942)
- 2つのアルト・リコーダーとギターのためのディヴェルティメント 作品68c
- マンドリンとハープのためのディヴェルティメント 作品80
- ファゴットとチェロのためのディヴェルティメント
- アルト・サクソフォンとピアノのための組曲 作品102b

#### 独奏曲
- 無伴奏チェロのためのソナタ 作品109a　Sonate für Violoncello solo (1982)

### ピアノ曲
- ピアノ･ソナタ 作品28 (1927)
- 二つのソナチネ 作品58　2 Sonatinen（第1番ハ長調, 1951年, 第2番イ短調, 1949年）
- 組曲 作品24　Suite (1922)
- 24の前奏曲 作品83　24 Präludien (1960)
- 24のフーガ 作品108　24 Fugen  (1980)
- その他の小品集

## 文献
- Alexander Becker: Der österreichische Komponist Hans Gál im Fokus der Zupfmusik. In: Concertino 2/2003, S.76-78